# Skärisbiografen

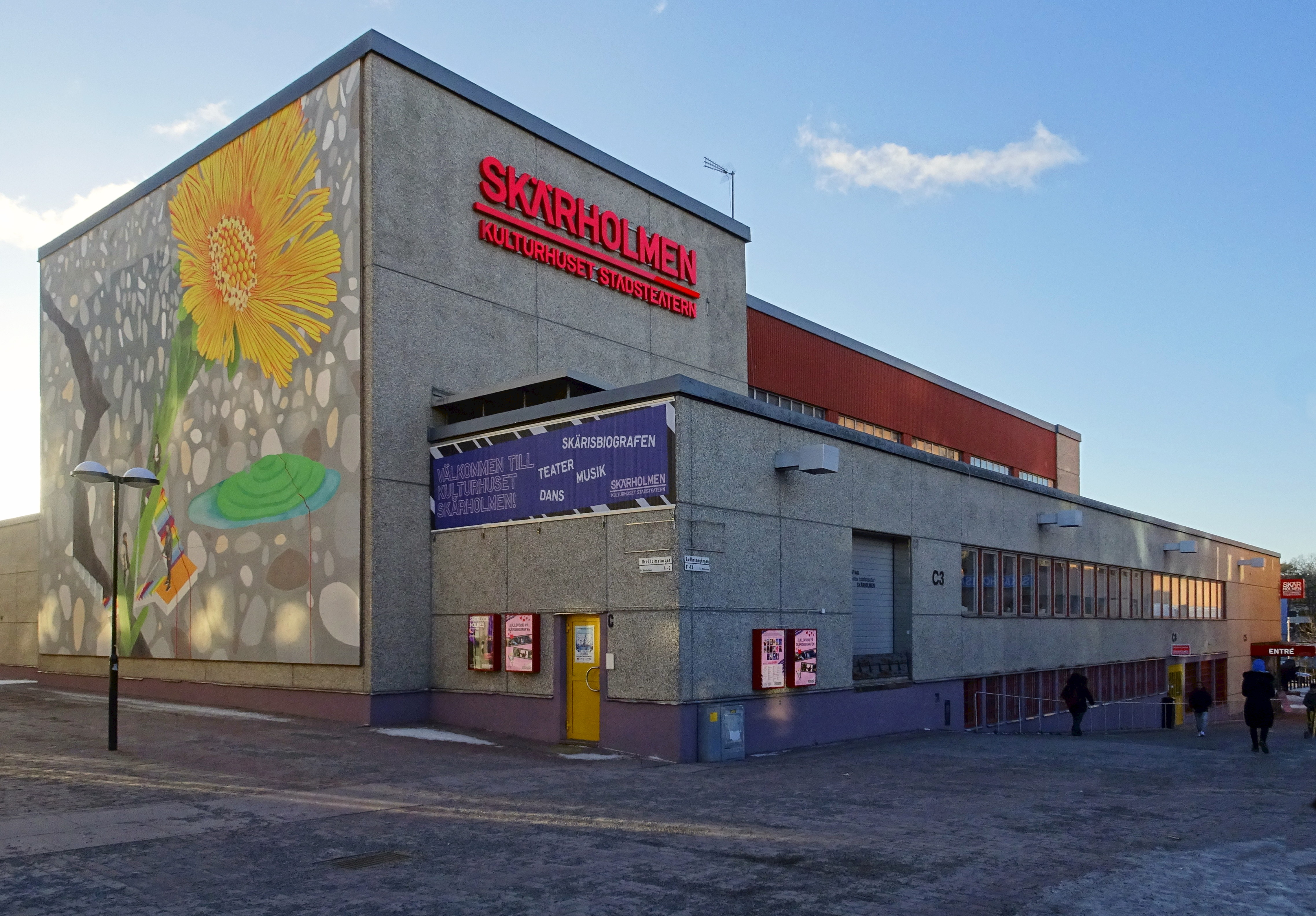
Skärisbiografen ligger i Kulturhuset Stadsteatern Skärholmen.

Skärisbiografen är en kommunal icke vinstdrivande biograf i Skärholmen i södra Stockholm. Biografen öppnade 2017 och är en del av Kulturhuset Stadsteatern i Skärholmen.

## Bakgrund
Sedan 1969 fanns biografen Vågen i Skärholmens centrum. Den lades ner 2004 och sedan dess hade Skärholmen ingen egen biograf. Om man vill se film i närheten får man ta sig till Kungens kurva och Filmstaden Heron City.

## Skärisbiografen
På hösten 2017 öppnade Skärisbiografen som samnyttjar Skärholmens gymnasiums före detta aula tillsammans med teaterverksamhet som båda drivs av Kulturhuset Stadsteatern i Skärholmen. Aulan var inrymd i gymnasiets flygelbyggnad. Aulan hade sluttande golv och stor scen och var ursprungligen dimensionerad för omkring 400 sittande. Arkitekt var Lennart Brundin som även ritade skolan. 
Aulan byggdes om 2005–2006 i samband med att Kulturhuset Stadsteatern flyttade in. Bland annat delades aulan i olika stora scener och man lade in ett nytt plant golv. Det största rummet är en enda stor teaterscen som också fungerar som biografsalong. Där kan man ta emot en publik på 150 personer. Den mindre scenen rymmer upp till ca 120 personer och byggs ofta om. Scenen bakfickan ligger på husets baksida och har ca 30 platser. Dessutom finns ett workshoprum med ca 40 platser där skapandeverksamhet på fritiden pågår.
Skärisbiografens målgrupp är barn och unga mellan 5 och 19 år men alla är välkomna. Premiärkalas och premiärmingel, filmfestivaler, regissörssamtal, knattebio för 3-6 åringar, klassiker och bioaktuella filmer visas på bion. De samarbetar med filmfestivaler för att göra det möjligt att visa filmer som annars inte visas och för att väcka intresset för filmfestivaler som annars inte kommer till stadsdelen. Filmskapande verksamhet finns periodvis där unga får producera egna filmer, utveckla sitt filmintresse, skriva manus och klippa under handledning av filmskapare.
Film i skolan är en viktig del i biografverksamheten. Varje måndag under skolterminen visar bion filmer till reducerat pris för skolklasser från förskola upp till gymnasiet. Utifrån ett barnperspektiv sammanställer biografen ett bioprogram varje termin som tar upp viktiga ämnen och delar av filmhistorien. Även här samarbetar biografen med filmfestivaler.

## Bilder

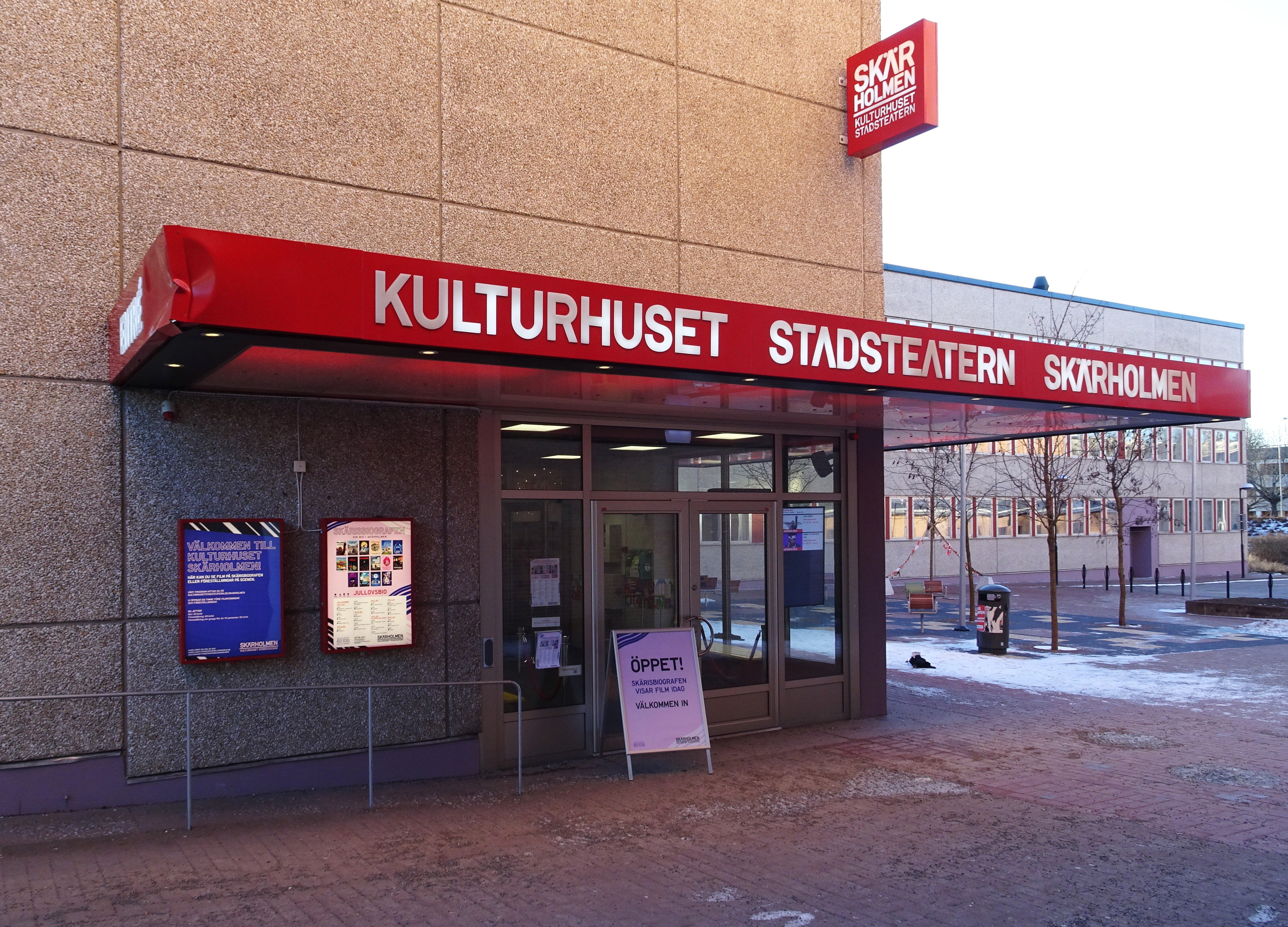
Entrén
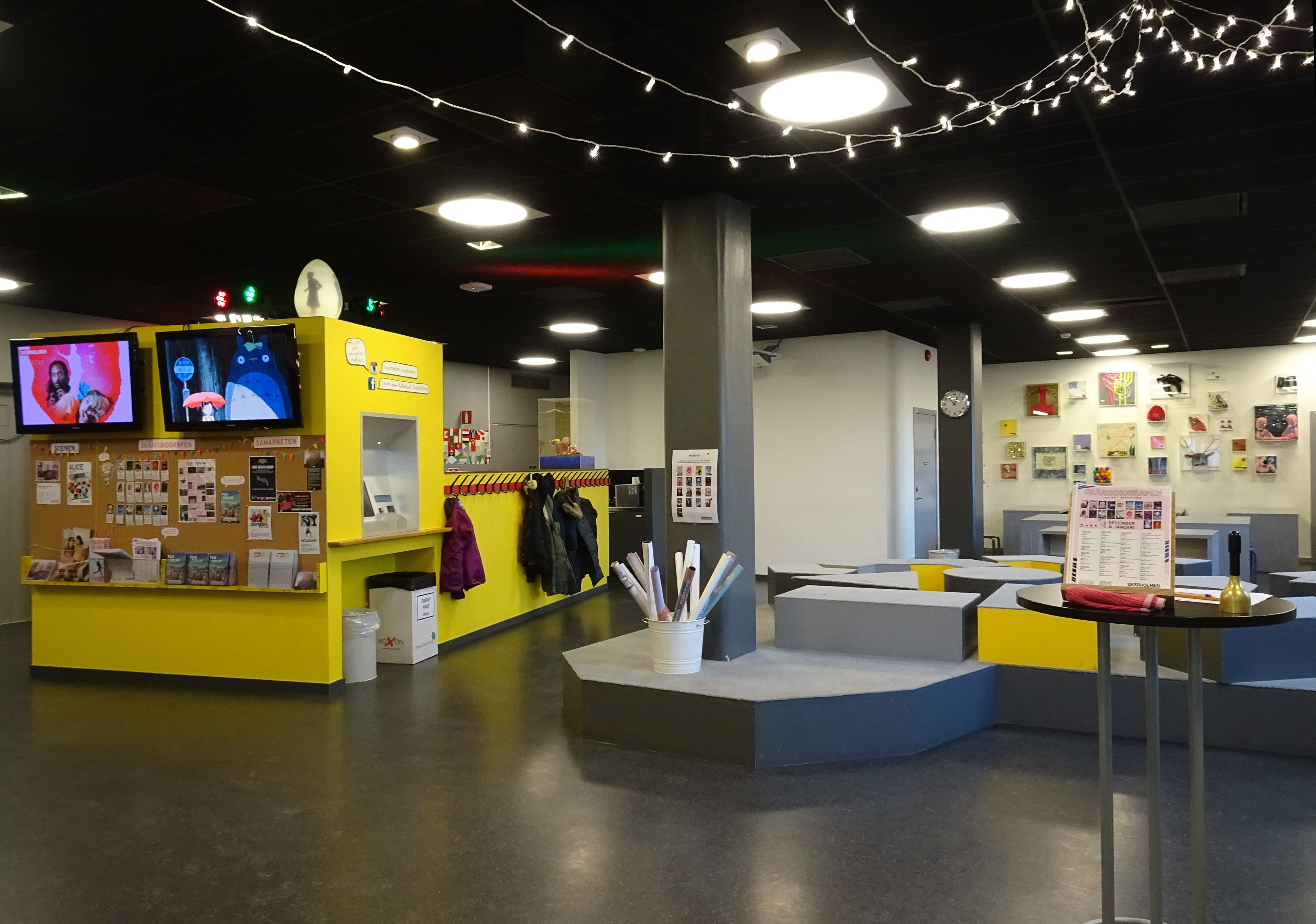
Foajén
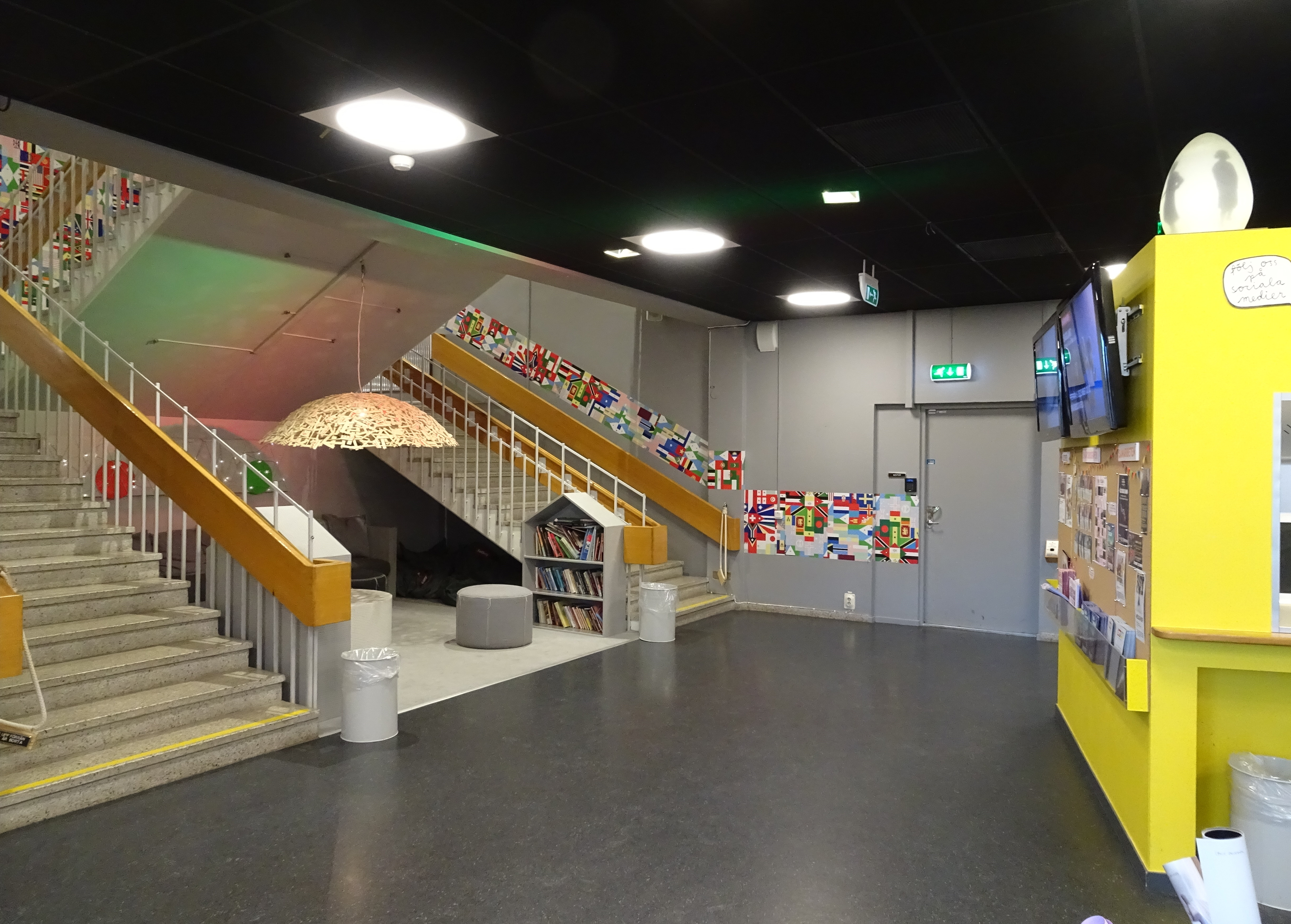
Foajén
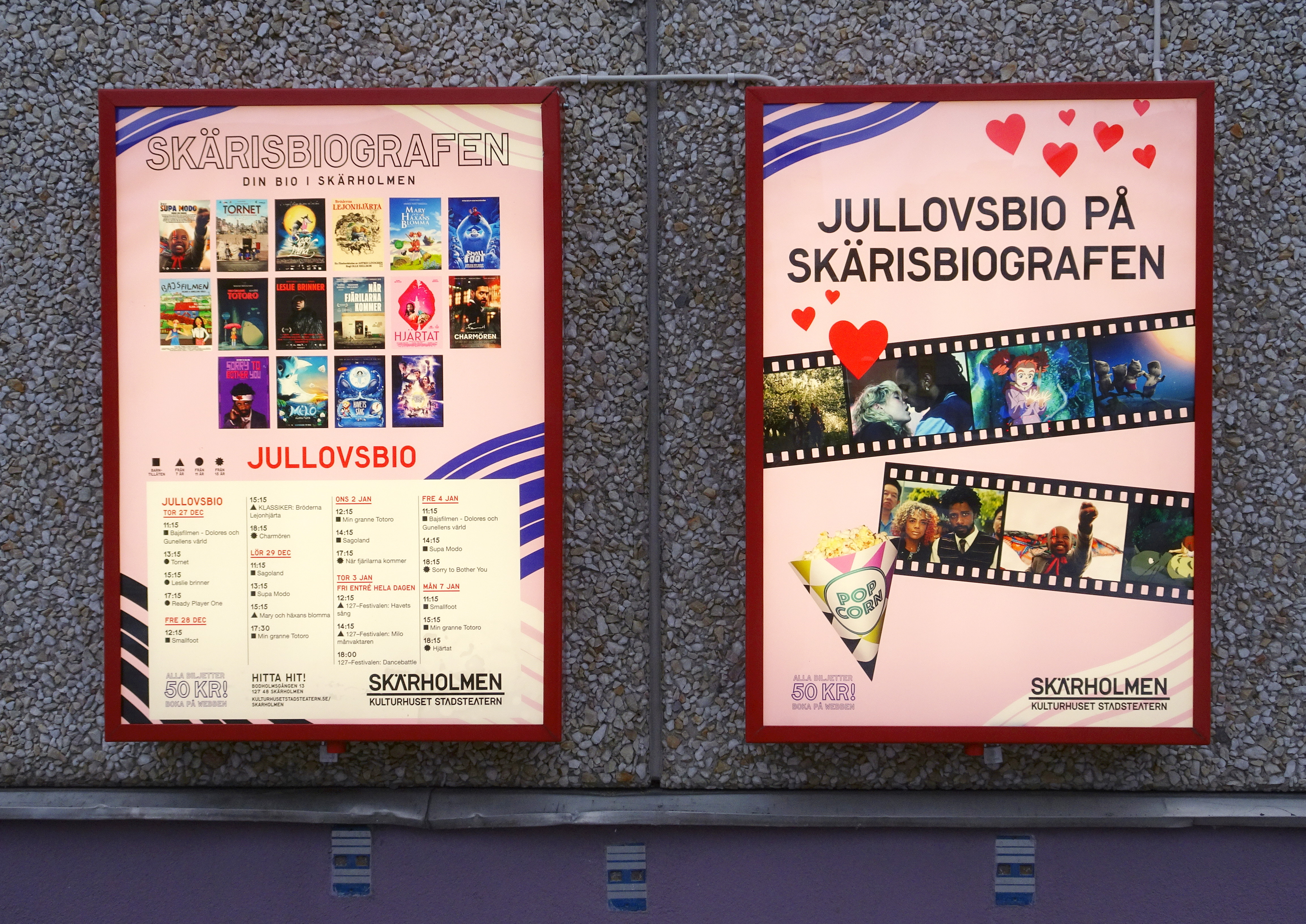
Skärisbiografens jullovsprogram, 2018.